# Шлотгауэр, Йозеф
Йозеф Шлотгауэр (нем. Joseph Schlotthauer; 14 марта 1789, Мюнхен, курфюршество Бавария — 15 июня 1869, там же, королевство Бавария) — немецкий живописец исторического жанра академического направления.

## Биография
Йозеф Шлотгауэр был младшим сыном театрального служащего. Хотя его художественные способности были известны, ему пришлось вначале освоить плотницкое ремесло. В то же время он посещал Мюнхенскую школу выходного дня (нем. Münchner Feiertagsschule), где изучал физику, химию и механику. Самостоятельно приобрёл некоторые знания в области живописи, благодаря чему в январе 1809 года он смог поступить в Мюнхенскую королевскую академию изобразительных искусств. В том же году Шлотгауэр вступил в баварскую армию в качестве добровольца и принял участие в тирольском восстании. После расформирования корпуса он вернулся в академию и в последующие годы писал преимущественно религиозные картины. С 1819 года он был помощником «назарейца» Петера фон Корнелиуса, который привлёк Шлотгауэра к работе для Мюнхенской глиптотеки. Это позволило ему освоить технику фресковой росписи.
На его творчество оказала влияние эстетическая теория «назарейцев». В 1840-х годах Йозеф Шлотгауэр работал над росписью интерьеров и мозаичными полами Помпеянума в Ашаффенбурге.
После недолгого пребывания в Италии в 1831 году он был назначен профессором исторической живописи в Мюнхенской королевской академии. Шлотгауэр сделал влиятельную педагогическую карьеру.
Йозеф Шлотгауэр вместе с главным горным советником, химиком Иоганном Непомуком Фуксом участвовал в разработке живописной техники стереохромии. В 1832 году он создал литографическую серию из тридцати пяти листов по гравюрам на дереве Ганса Гольбейна Младшего «Пляска смерти». Кроме того, он временно занимался проектированием ортопедических приспособлений и машин.
В 1859 году Йозеф Шлотгауэр вышел в отставку и был награждён рыцарским крестом ордена Святого Михаила. В 1860 году стал членом Мюнхенского общества христианского искусства.
Йозеф Шлотгауэр умер в Мюнхене в 1869 году в возрасте восьмидесяти лет. Похоронен на Старом Южном кладбище в Мюнхене. 1 января 1877 года в честь Шлотгауэра была названа улица Шлотгауэрштрассе в мюнхенском районе Унтере-Ау.